# Nicolás Andrés Torres
Nicolás Torres (Medellín, Antioquia, Colombia; 1 de enero de 1982) es un exfutbolista colombiano. Jugaba como mediocampista.

## Clubes
| Club                   | País     | Año       |
| ---------------------- | -------- | --------- |
| Independiente Medellín | Colombia | 2004-2006 |
| Junior                 | Colombia | 2007-2008 |
| Once Caldas            | Colombia | 2009      |
| Deportivo Pereira      | Colombia | 2010      |
| Real Cartagena         | Colombia | 2010      |
| Itagüí                 | Colombia | 2011      |
| Unión Magdalena        | Colombia | 2012      |
| Atlético Huila         | Colombia | 2013      |

## Palmarés

### Campeonatos nacionales
| Título              | Club        | País     | Año    |
| ------------------- | ----------- | -------- | ------ |
| Categoría Primera A | Once Caldas | Colombia | 2009-A |